# أسرة عبد العزيز بن عبد الرحمن آل سعود
أسرة عبد العزيز بن عبد الرحمن آل سعود الملك عبد العزيز آل سعود هو الابن الرابع من أبناء الإمام عبد الرحمن بن فيصل بن تركي آل سعود الذكور، ووالدته هي الأميرة سارة بنت أحمد السديري، تزوج الملك عبد العزيز 44 مرة وأنجب منهن 63 إبناً وابنة، 36 ولداً أكبرهم تركي الأول واصغرهم حمود و 27 بنتاَ أكبرهم نورة وأصغرهم طرفة.

## الزوجات
|    | الزوجة | أبناؤه منها |
| -- | --- | --- |
| 1  | شريفة بنت صقر الفجري من بني خالد أول زوجة لكنها توفيت بعد ستة أشهر من زواجهما 1312هـ/1894م | لم تنجب ا |
| 2  | وضحى بنت محمد الحسين العريعر (مطلقة) (متوفاة) في ( 17 صفر 1389هـ الموافق ل 4 مايو 1969م) | الأمير تركي الأول وعبد الله الأول (توفي صغيراً) خالد الأول الذي ولد في الرياض في العام 1320هـ وتوفي في عام 1327هـ) الملك سعود الأميرة منيرة (توفيت في قصر المربع) تزوجها ابن عمها خالد بن محمد بن عبد الرحمن ثم طلقها فتزوجها ابن عمها الأمير فهد الثاني بن سعد الأول بن عبد الرحمن آل سعود وكانت أولى زوجاته وتوفيت عنده. |
| 3  | العنود بنت برغش السرداح العريعر | لم تنجب |
| 4  | سارة بنت برغش السرداح العريعر | لم تنجب |
| 5  | حصة بنت محمد الحسين العريعر (بعد طلاقها من مبارك الصباح) | لم تنجب |
| 6  | هيلة بنت صالح بن إبراهيم الربدي من بني خالد | أنجب منها الأمير سعد وقد توفي صغيراً بعمر ثلاث سنوات متأثراً بمرض الحصبة. |
| 7  | الأميرة نورة بنت حسن بن سليمان الحسن الرشيد من أمراء آل جناح من بني خالد في عنيزة | توفيت في القصيم عام 1426هـ |
| 8  | سارة بنت عقل العقل من بني خالد (تزوجا في مارس 1910م) | توفيت وهي على ذمته بحمى القطيف ولم ينجب منها |
| 9  | سارة بنت عبد الله بن فيصل بن تركي آل سعود في العام 1318هـ | لم تنجب |
| 10 | هيا بنت حسن آل مهنا أبا الخيل | أنجبت له ابنة (توفيت صغيرة) |
| 11 | منيرة بنت حسن السلمان من إقليم القصيم | لم تنجب |
| 12 | لولوة بنت صالح بن دخيل بن جار الله، من بريدة من الدواسر تزوجها في 1322هـ، وهي ابنة العالمة في الحديث الشريف طرفة بنت عبد الله بن فواز بن عبد الله بن خريف الطويان.                                                                         | الأمير فهد الأول. بلغ سن الفتوة، ثم توفي عام 1337 هـ بمرض الوافدة الذي اجتاح نجد بعد الحرب العالمية الأولى وهي سنة الرحمة. توفيت والدته بعده بسنتين. |
| 13 | طرفة بنت الشيخ عبد الله بن عبد اللطيف بن عبد الرحمن بن حسن محمد بن عبد الوهاب آل الشيخ (توفيت العام 1324 هـ وعمر ابنها فيصل لا يتجاوز بضعة أشهر)                                                                                           | الملك فيصل والأميرة نورة الأولى (أكبر بناته) (تزوجت من الأمير خالد بن محمد بن عبد الرحمن بن فيصل آل سعود) وأنجبت منه فهد والجوهرة وتوفيت في مكة عام 1346هجري/1928م. |
| 14 | منيرة بنت سالم بن شافي الهاجري، ابنة أمير قبيلة بني هاجر | لم ينجب منها |
| 15 | الجوهرة بنت الأمير مساعد بن جلوي بن تركي بن عبد الله بن محمد بن سعود آل سعود تزوجها في العام 1908م، وهي الزوجة الرابعة وتعرف بالجوهرة الأولى (توفيت العام 1337 هـ بمرض وبائي في الرياض) وهو ما يعرف بالوافدة الإسبانيولية سنة 1337ه/1919م. | الأمير محمد والملك خالد والأميرة العنود (تزوجت من الأمير سعود بن سعد الأول بن عبد الرحمن آل سعود) وطلقها ثم تزوجها أخوه الأمير فهد الثاني بن سعد الأول بن عبد الرحمن آل سعود) والأميرة الجوهرة الأولى ( توفيت صغيرة بالوافدة الإسبانيولية سنة 1337 هـ 1919 م) |
| 16 | الأميرة الجوهرة بنت سعد السديري تزوجها بعد وفاة أخيه سعد في وقعه كنزان عام 1333هـ. توفيت في حياة الملك عبد العزيز. | الأمير سعد الثاني والأمير مساعد والأمير عبد المحسن والأميرة حصة بنت عبد العزيز والأميرة البندري بنت عبد العزيز (تزوجها الأمير بندر بن محمد بن عبد الرحمن بن فيصل ال سعود). |
| 17 | حصة بنت أحمد السديري أنظر: السديريون السبعة | الأمير سعد الأول (توفي صغيرًا) والملك فهد والأمير سلطان والأمير عبد الرحمن والأمير تركي الثاني والأمير نايف والملك سلمان والأمير أحمد والأميرة فلوة (توفيت صغيرة)، والأميرة شعيع (توفيت صغيرة) والأميرة موضي (توفيت شابة) والأميرة لولوة (متوفاة) والأميرة لطيفة تزوجت من عبد الرحمن بن عبد الله بن عبد الرحمن الفيصل وطلقها، ثم تزوجت من خالد بن تركي الأحمد السديري (ابن خالها) (توفي في أبريل 2004). والأميرة الجوهرة الثانية (تزوجها خالد بن عبد الله بن عبد الرحمن الفيصل). والأميرة جواهر (متوفاة 1436 هـ) تزوجها محمد بن عبد الله بن عبد الرحمن الفيصل. |
| 18 | فهدة بنت العاصي بن كليب بن شريم (توفيت في العام 1934) كانت متزوجة من الأمير سعود الرشيد عاشر حكام إمارة حائل | الملك عبد الله (توفي في 2015). والأميرة صيتة (متوفاة) (تزوجت من الأمير عبد الله بن محمد بن سعود الكبير) والأميرة الشاعرة نوف (توفيت مساء يوم السبت الموافق 14/ 11/ 1436هـ من شهر ذو القعدة، وكان آخر بشت ارتداه الملك عبد الله بن عبد العزيز ورافقه البشت إلى مقبرة العود، وقد احتفظت به الأميرة نوف بنت عبد العزيز. (تزوجت الأميرة نوف من الأمير عبد الله بن محمد بن عبد العزيز بن سعود بن فيصل بن تركي آل سعود). |
| 19 | الأميرة هيا بنت سعد السديري تزوجها بعد وفاة أختها الجوهرة وكانت تبلغ من العمر 11 سنةً فقط. | الأمير بدر والأمير عبد الإله والأمير عبد المجيد والأميرة مشاعل (متزوجة من الأمير فهد بن عبد الله بن عبد الرحمن آل سعود) والأميرة نورة الثانية (تزوجت من الأمير يزيد بن عبد الله بن عبد الرحمن الفيصل) |
| 20 | موضي (من أصل أرمني) | الأمير ماجد الثاني والأمير سطام والأميرة هيا (متزوجة من الأمير محمد بن سعود بن عبد الرحمن آل سعود) والأميرة سلطانة والأميرة جوزاء. |
| 21 | نوف بنت نواف بن نوري الشعلان حفيدة الشيخ نوري الشعلان شيخ قبائل (الرولة). تزوجت من العام 1935م | الأمير ثامر والأمير ممدوح والأمير مشهور |
| 22 | لجعة بنت خالد بن حثلين العجمي من أمراء العجمان | الأميرة سارة (تزوجت من الأمير فيصل بن سعد بن عبد الرحمن بن فيصل آل سعود) |
| 23 | موضي بنت عبد الله بن هتيمي آل منديل من كبار شيوخ بني خالد | الأميرة شيخة متزوجة من (الأمير فهد بن محمد بن عبدالرحمن بن فيصل آل سعود) |
| 24 | بزّة الثني (من أصل مغربي) (متوفاة في العام 1940 ميلادية) | الأمير بندر والأمير فواز |
| 25 | الجوهرة بنت طلال الجبر الرشيد (تزوجت بعده من أخيه الأمير محمد وأنجبت منه الأميرة منيرة بنت محمد بن عبد الرحمن) | لم ينجب منها |
| 26 | جوزاء بنت ماجد بن حمود بن عبيد الرشيد | لم ينجب منها |
| 27 | منيرة بنت فيصل بن حمود بن عبيد الرشيد | لم ينجب منها |
| 28 | نورة بنت ناصر بن محمد الشبيلي من بني تميم في عنيزه والتي تتبع الآن منطقة القصيم | لم ينجب منها |
| 29 | نورة بنت سعد العريفي من بني خالد وسعد العريفي وهو أمير مزعل من أهل القويعية وهي خالة الشيخ ناصر أبو حبيب | لم ينجب منها |
| 30 | بزّة الاولى | الأمير ناصر |
| 31 | شهيدة (من أصل ارمني) توفيت في قصر المربع عام 1358 هـ | الأمير منصور والأمير مشعل والأمير متعب والأميرة قماش (متوفاة في العام 1431 هـ) زوجة الأمير فيصل بن سعود بن عبد الرحمن بن فيصل آل سعود ولهما من الأبناء الأمراء بندر وخالد (متوفى) ومشاعل ونوف ومنصور (متوفى) |
| 32 | منيرة او منيّـر من أصل أرمني (توفيت في ديسمبر 1991 ميلادية) | الأمير طلال الأول (توفي صغيراً) الأمير طلال الثاني والأمير نواف والأميرة مضاوي تزوجت من ( الأمير سعد بن محمد بن عبد العزيز بن سعود بن فيصل آل سعود) |
| 33 | بشرى | الأمير مشاري |
| 34 | بركة بنت عامر إبراهيم العسيري من رجال ألمع منطقة عسير | الأمير مقرن |
| 35 | سعيدة الثوعي من محايل عسير منطقة عسير | الأمير هذلول والأميرة عبطاء؛ مواليد 1365هجري/ 1944م. (تزوجت من الأمير عبد العزيز بن تركي بن عبد العزيز بن عبد الله بن تركي بن عبد الله آل سعود) |
| 36 | فاطمة أو فطيمة بنت وحيد، من إمارة رأس الخيمة | الأمير حمود |
| 37 | شاهة بنت حزام بن حسين آل ثنيان، من المهاشير من بني خالد | الأميرة دليَّل |
| 38 | عائشة شاكر العسبلي الشهري من شيوخ قبيلة بني شهر في مدينة النماص في منطقة عسير | الأميرة طرفة |
| 39 | نورة بنت ضيدان بن فراج أبوثنين السبيعي تزوجها وهي في التاسعة من عمرها (طلقها)، ثم تزوجها أخوه عبد الله بن عبد الرحمن آل سعود | لم تنجب |
| 40 | هيا بنت سيف بن خشقان الظهران السهلي من منطقة رويضة العرض في الرياض (متوفاة) | لم تنجب |
| 41 | بنت الأمير مارق بن شالح بن صنيتان الضيط العضياني، أمير شمل المزاحمة من الروقة من قبيلة عتيبة. | لم تنجب منه. طلقها بعد شهر من الزواج. |
| 42 | عمشاء بنت عبيد حفيدة شيخ سبيع وبدان أبوثنين | لم تنجب |

## غير معروفة والدتهم
- امرأة لم يعرف اسمها أنجبت الأمير بدر الأول (توفي صغيراً)
- امرأة لم يعرف اسمها أنجبت الأمير ماجد الأول (توفي صغيراً)
- الأمير جلوي الأول (1942-1944)
- الأمير جلوي الثاني (1952-1952) أصغر أبناء الملك عبد العزيز (توفي رضيعاً)

## أبناؤه
- 1 الأمير تركي الأول (توفي في 1919).
- 2 الملك سعود (توفي في 1969).
- 3 الملك فيصل (توفي في 1975).
- 4 الأمير محمد (توفي في 1988).
- 5 الملك خالد (توفي في 1982).
- 6 الأمير ناصر (توفي في 1984).
- 7 الأمير سعد (توفي في 1993).
- 8 الأمير منصور (توفي في 1951).
- 9 الملك فهد (توفي في 2005).
- 10 الأمير بندر. (توفي في 2019).
- 11 الأمير مساعد (توفي في 2013).
- 12 الملك عبد الله (توفي في 2015).
- 13الأمير عبد المحسن (توفي في 1985).
- 14 الأمير مشعل (توفي في 2017)
- 15 الأمير سلطان (توفي في 2011).
- 16 الأمير عبد الرحمن (توفي في 2017).
- 17 الأمير متعب (توفي في 2019).
- 18 الأمير طلال (توفي في 2018).

| - 19 الأمير مشاري (توفي في 2000). - 20 الأمير بدر (توفي في 2013). - 21 الأمير تركي الثاني (توفي في 2016). - 22 الأمير نواف (توفي في 2015). - 23 الأمير نايف (توفي في 2012). - 24 الأمير فواز (توفي في 2008). - 25 الملك سلمان. - 26 الأمير ماجد (توفي في 2003). - 27 الأمير ثامر (توفي في 1958). - 28 الأمير ممدوح (توفي في 2023). - 29 الأمير عبد الإله. - 30 الأمير سطام (توفي في 2013). - 31 الأمير أحمد. - 32 الأمير هذلول (توفي في 2012). - 33 الأمير عبد المجيد (توفي في 2007). - 34 الأمير مشهور. - 35 الأمير مقرن. - 36 الأمير حمود (توفي في 1994). |

## الأبناء والبنات الباقون على قيد الحياة
- الملك سلمان (ولد في 1935)
- الأمير عبد الإله ( ولد عام 1939)
- الأمير أحمد (ولد في 1942)
- الأمير مشهور (ولد في 1942)
- الأمير مقرن (ولد في 1945)
- الأميرة نورة الثانية
- الأميرة مشاعل
- الأميرة عبطا
- الأميرة طرفة

## الأبناء المتوفون بحسب ترتيب الوفاة
| - 1 الأمير تركي الأول (توفي في 1919). - 2 الأمير منصور (توفي في 1951). - 3 الأمير ثامر (توفي في 1958). - 4 الملك سعود (توفي في 1969). - 5 الملك فيصل (توفي في 1975). - 6 الملك خالد (توفي في 1982). - 7 الأمير ناصر (توفي في 1984). | - 8 الأمير عبد المحسن (توفي في 1985). - 9 الأمير محمد (توفي في 1988). - 10 الأمير سعد (توفي في 1993). - 11 الأمير حمود (توفي في 1994). - 12 الأمير مشاري (توفي في 2000). - 13 الأمير ماجد (توفي في 2003). - 14 الملك فهد (توفي في 2005). | - 15 الأمير عبد المجيد (توفي في 2007). - 16 الأمير فواز (توفي في 2008) - 17 الأمير سلطان (توفي في 2011). - 18 الأمير نايف (توفي في 2012). - 19 الأمير هذلول (توفي في 2012). - 20 الأمير سطام (توفي في 2013). - 21 الأمير بدر (توفي في 2013). | - 22 الأمير مساعد (توفي في 2013). - 23 الملك عبد الله (توفي في 2015). - 24 الأمير نواف (توفي في 2015). - 25 الأمير تركي الثاني (توفي في 2016). - 26 الأمير مشعل (توفي في 2017). - 27 الأمير عبد الرحمن (توفي في 2017). - 28 الأمير طلال (توفي في 2018). - 29 الأمير بندر (توفي في 2019). - 30 الأمير متعب (توفي في 2019). - 31 الأمير ممدوح (توفي في 2023). |

## بناته
| - 1 الأميرة نورة الأولى (متوفاه)(1). - 2 الأميرة منيرة (متوفاه)(2). - 3 الأميرة سارة (متوفاه 1421هـ)(3). - 4 الأميرة شيخة (متوفاه 1417 هـ)(4). - 5 الأميرة العنود (متوفاه) (2). - 6 الأميرة الجوهرة الأولى (متوفاه). - 7 الأميرة دليِّل (متوفاة).(5) - 8 الأميرة موضي (متوفاة). - 9 الأميرة حصة (متوفاه 1421هـ)(6). - 10 الأميرة البندري (متوفاه1429هـ)(7). - 11 الأميرة قماش (متوفاه 1432هـ)(8). - 12 الأميرة صيتة (متوفاه1432هـ)(9) - 13 الأميرة نوف (متوفاه1436هـ) (10). - 14 الأميرة هيا (متوفاه 1430هـ)(11). - 15 الأميرة سلطانة (متوفاه1429هـ)(12). - 16 الأميرة نورة الثانية(13). - 17 الأميرة مشاعل(14). - 18 الأميرة مضاوي(متوفاة1439هـ)(15). - 19 الأميرة جوزاء (متوفاة). - 20 الأميرة فلوة (متوفاه). - 21 الأميرة شعيع (متوفاه). - 22 الأميرة لؤلؤة (متوفاه 1429 هـ)(16). - 23 الأميرة لطيفة (متوفاه 1446هـ)(17). - 24 الأميرة جواهر (متوفاه 1436هـ) (18). - 25 الأميرة الجوهرة الثانية (متوفاة 1444هـ)(19). - 26 الأميرة عبطا(20). - 27 الأميرة طرفة. |

| - 1 زوجة الأمير خالد بن محمد بن عبد الرحمن بن فيصل آل سعود. - 2 زوجة الأمير فهد بن سعد بن عبد الرحمن بن فيصل آل سعود. - 3 زوجة الأمير فيصل بن سعد بن عبد الرحمن بن فيصل آل سعود. - 4 زوجة الأمير فهد بن محمد بن عبد الرحمن بن فيصل آل سعود. - 5 زوجة الأمير عبد الرحمن بن محمد بن عبد العزيز بن سعود بن فيصل آل سعود. - 6 زوجة الأمير سعود الكبير بن عبدالعزيز بن سعود آل سعود. - 7 زوجة الأمير بندر بن محمد بن عبد الرحمن بن فيصل آل سعود. | - 8 زوجة الأمير فيصل بن سعود بن عبد الرحمن بن فيصل آل سعود. - 9 زوجة الأمير عبد الله بن محمد بن سعود الكبير. - 10 زوجة الأمير عبد الله بن محمد بن عبد العزيز بن سعود بن فيصل آل سعود. - 11 زوجة الأمير محمد بن سعود بن عبد الرحمن بن فيصل آل سعود. - 12 زوجة الأمير عبد العزيز بن عبد الله بن جلوي آل سعود. - 13 زوجة الأمير يزيد بن عبد الله بن عبد الرحمن بن فيصل آل سعود. | - 14 زوجة الأمير فهد بن عبد الله بن عبد الرحمن بن فيصل آل سعود. - 15 زوجة الأمير سعد بن محمد بن عبد العزيز بن سعود بن فيصل آل سعود. - 16 زوجة الأمير فيصل بن تركي بن عبد الله بن سعود بن فيصل آل سعود. - 17 زوجة الأمير خالد بن تركي الأحمد السديري. - 18 زوجة الأمير محمد بن عبد الله بن عبد الرحمن بن فيصل آل سعود. - 19 زوجة الأمير خالد بن عبد الله بن عبد الرحمن آل سعود. - 20 زوجة الأمير عبد العزيز بن تركي بن عبد العزيز بن عبد الله بن تركي بن عبد الله آل سعود. |

| - 1 زوجة الأمير خالد بن محمد بن عبد الرحمن بن فيصل آل سعود. - 2 زوجة الأمير فهد بن سعد بن عبد الرحمن بن فيصل آل سعود. - 3 زوجة الأمير فيصل بن سعد بن عبد الرحمن بن فيصل آل سعود. - 4 زوجة الأمير فهد بن محمد بن عبد الرحمن بن فيصل آل سعود. - 5 زوجة الأمير عبد الرحمن بن محمد بن عبد العزيز بن سعود بن فيصل آل سعود. - 6 زوجة الأمير سعود الكبير بن عبد العزيز بن سعود آل سعود. - 7 زوجة الأمير بندر بن محمد بن عبد الرحمن بن فيصل آل سعود. | - 8 زوجة الأمير فيصل بن سعود بن عبد الرحمن بن فيصل آل سعود. - 9 زوجة الأمير عبد الله بن محمد بن سعود الكبير. - 10 زوجة الأمير عبد الله بن محمد بن عبد العزيز بن سعود بن فيصل آل سعود. - 11 زوجة الأمير محمد بن سعود بن عبد الرحمن بن فيصل آل سعود. - 12 زوجة الأمير عبد العزيز بن عبد الله بن جلوي آل سعود. - 13 زوجة الأمير يزيد بن عبد الله بن عبد الرحمن بن فيصل آل سعود. | - 14 زوجة الأمير فهد بن عبد الله بن عبد الرحمن بن فيصل آل سعود. - 15 زوجة الأمير سعد بن محمد بن عبد العزيز بن سعود بن فيصل آل سعود. - 16 زوجة الأمير فيصل بن تركي بن عبد الله بن سعود بن فيصل آل سعود. - 17 زوجة الأمير خالد بن تركي الأحمد السديري. - 18 زوجة الأمير محمد بن عبد الله بن عبد الرحمن بن فيصل آل سعود. - 19 زوجة الأمير خالد بن عبد الله بن عبد الرحمن آل سعود. - 20 زوجة الأمير عبد العزيز بن تركي بن عبد العزيز بن عبد الله بن تركي بن عبد الله آل سعود. |